# Fondo de Garantía Salarial
El Fondo de Garantía Salarial (abreviado FOGASA) es un organismo público español, adscrito al Ministerio de Trabajo y Economía Social, que tiene como misión principal abonar a los trabajadores el importe de los salarios pendientes de pago a causa de insolvencia, suspensión de pagos, quiebra o concurso de acreedores de los empresarios. Actualmente se encuentra regulado por el artículo 33 del Estatuto de los Trabajadores así como por su propio Real Decreto de desarrollo.
Su origen se halla en la Ley 16/1976, de 8 de abril, de Relaciones Laborales, configuradora del primer FOGASA, aunque su base jurídica actual se encuentra en el Estatuto de los Trabajadores, aprobado en 1980, estableciéndose como organismo de garantía de cobro para los trabajadores en situaciones de insolvencia o quiebra de las empresas con las que mantuvieran una relación laboral, de tal forma que el FOGASA cubra salarios e indemnizaciones adeudadas.

## Organización
El FOGASA se organiza mediante un Consejo Rector y una Secretaría General.
El Consejo Rector, órgano superior colegiado de dirección, estará integrado por su presidente, cuatro representantes de la Administración Pública, cinco representantes de las organizaciones sindicales y cinco representantes de las organizaciones empresariales más representativas con arreglo a la Ley, designados de acuerdo con sus estatutos, y un secretario.
La presidencia del Consejo Rector corresponde al Secretario de Estado de Empleo, siendo designados los restantes vocales representantes de la Administración Pública libremente por el ministro de Trabajo y Economía Social, de entre los directores y subdirectores generales del Departamento con competencias relacionadas con los fines del organismo. A fecha de 2020, el Consejo Rector se componía de:
- El Secretario de Estado de Empleo y Economía Social, que lo preside.
- El Secretario General del organismo, que ejerce la secretaría del Consejo Rector.
- El Director General de Trabajo.
- El Director General de la Inspección de Trabajo y seguridad Social.
- El Director General del Trabajo Autónomo, de la Economía Social y de la Responsabilidad Social de las Empresas.
- El Director General de la Tesorería General de la Seguridad Social.
- Cinco vocales de las organizaciones sindicales: dos vocales de CCOO, un vocal de la UGT, un vocal de ELA-STV y un vocal de CIG.
- Cinco vocales de las organizaciones empresariales: CEOE y CEPYME.

La Secretaría General es el órgano permanente de dirección y gestión del Fondo de Garantía Salarial. Su titular, con nivel orgánico de subdirector general, lo nombra el ministro de Trabajo de entre funcionarios del Estado con titulación superior. El titular ostenta la representación del Fondo y la jefatura de todos sus servicios así como del personal.

## Financiación
Para cumplir con sus fines, el Fondo de Garantía Salarial dispone de los siguientes recursos:
1. Las cotizaciones efectuadas por los empresarios, tanto públicos como privados, que empleen trabajadores por cuenta ajena.
2. Las cantidades obtenidas por subrogación.
3. Las rentas o frutos de su patrimonio o del patrimonio del Estado adscrito al Fondo.
4. La venta de publicaciones.
5. Las consignaciones o transferencias que puedan fijarse en los Presupuestos Generales del Estado.
6. Cualesquiera otros previstos en las leyes.